# 安徽加马蛛
安徽加马蛛（学名：Gamasomorpha anhuiensis）为卵形蛛科加马蛛属的动物。在中国大陆，分布于安徽、浙江等地。该物种的模式产地在安徽。